# Pedro Anzorena
Pedro Ignacio Anzorena fue un abogado y político argentino, gobernador de la Provincia de Mendoza.

## Biografía
Nació en Mendoza el 31 de julio de 1841. Siguió la carrera de derecho en la Universidad de Córdoba y aún antes de recibirse se desempeñó como Defensor de Pobres y Ausentes, diputado provincial en representación de Luján de Cuyo, fue asesor de Gobierno, juez del Crimen y llegó a estar a cargo del Juzgado de 1ª Instancia hasta 1868.
Se recibió en 1869, y en 1881 fue nuevamente electo diputado. En 1891 fue designado ministro de Gobierno por el gobernador Oseas Guiñazú.
Al fallecer el gobernador Deoclecio García el 8 de agosto de 1892, en tanto presidente de la Legislatura fue nombrado gobernador interino el 19 de septiembre de 1892, lo que fue bien recibido por la opinión pública local. Designó ministro de Gobierno a Jacinto Álvarez, y de Hacienda a Ángel Ceretti.
El enfrentamiento entre los partidarios de la naciente Unión Cívica Radical y de Francisco Civit fueron erosionando rápidamente su gobierno. Su administración dio fuerte apoyo a la educación, llegando a destinar en 1893 casi la mitad de su presupuesto a mantener los establecimientos escolares de la provincia. 
Ese mismo año creó la Junta de Crédito Público para controlar la emisión de títulos dispuesta el 26 de noviembre de 1893 por la suma de $862.000, cifra mayor al presupuesto anual, destinada a financiar diferentes obras y dinamizar la economía provincial.
Durante su gobierno se dispuso la creación de municipalidades en todos los departamentos de la provincia, se contrató la construcción de filtros para dotar de agua potable a la ciudad de Mendoza, la construcción de un dique sumergible, toma de agua y canales en el río Tunuyán y la instalación de cañerías para obras sanitarias en la ciudad y los departamentos de Las Heras y Guaymallén.
También debió enfrentar las epidemias de difteria y viruela que afectaron a la provincia en el invierno de 1894.
Anzorena se desempeñó en el cargo hasta el 31 de diciembre de 1894, cuando presentó la renuncia luego de rechazar firmar la nueva Constitución Provincial al ser concluida la Convención Constituyente. Tras su renuncia, el 29 de agosto asumió el cargo Jacinto Álvarez y se dispuso a ser el candidato de los Partidos Unidos, conformado por un ala radical y los civitistas. Luego sería electo Francisco Moyano.